# Jean-Pierre Jackson
Jean-Pierre Jackson, né le 24 mai 1947 à Paris, est un musicien, écrivain, traducteur, réalisateur de film, acteur, scénariste, compositeur de musique et attaché de presse.

## Biographie
Né à Paris dans un milieu très modeste en 1947, il choisit d'entrer en 1963 à l'École Normale d’Avignon dont il sort major pour devenir instituteur, métier qu'il exerça pendant quinze ans  à partir de 1967 .

## Le leader étudiant de mai 68
En 1968, en tant que responsable syndical des élèves-maîtres de l'École Normale, le samedi 4 mai, il fait partie du petit groupe qui se réunit pour déterminer la marche à suivre après l'occupation de la Sorbonne par les forces de l'ordre le jour précédent. L'initiative de cette réunion avait été prise par Jean-Pierre Saltarelli, président de l'UNEF, et Gérard Gelas, le vendredi 3 mai, au Lycée Mistral où ils étaient tous deux surveillants. Il y est décidé de proposer une grève générale des étudiants dès le lundi et une manifestation le mardi 7 mai.
Le 9 mai, lors du meeting organisé par l'UNEF au Collège Littéraire Universitaire d'Avignon, il est le délégué des normaliens et de la Cité Scolaire (Lycée et collège technique) et il prend la parole au nom de leur comité.
Le lundi 20 mai, il fait adopter le principe de la grève générale des instituteurs lors de la réunion de la commission des jeunes du Syndicat national des instituteurs, et sa proposition de rejoindre l'assemblée générale de la Fédération de l'Éducation nationale qui se tient alors à la Cité scolaire pour demander que l'ensemble des membres de l'Éducation nationale de Vaucluse rejoigne leur position. Le mot d'ordre de grève générale illimité y est adopté pour le mercredi 22 mai.

## Le musicien
Dans les années 1970, en compagnie de deux de ses amis, Jean-Paul Ricard et Éric Faure, passionnés de musique comme lui, il sillonne la région provençale pour écouter les concerts de jazz. Ce qui amène le trio avignonnais à créer l'Ajmi (Association pour le jazz et la musique improvisée) en 1978. Pendant deux ans il anime une émission de jazz sur Radio Vaucluse : Le Chorus du Pape.
Sa renommée, en tant que batteur, lui permet de se produire avec les plus grands noms du jazz et pendant cinq ans au sein du big band de l'école de musique du Thor. Il joue pendant un an dans le quartet de Michel Petrucciani  et rejoint Guy Lafitte lors de ses tournées. Il s'est produit, entre autres, avec Al Casey, Bill Coleman, André Jaume, Hal Singer, Alain Mayeras, Pierre Boussaguet, Daniel Huck, Jean-Jacques Taïb, Les Primitifs du Futur, Alzy Trio, Black Label Swingtet, Dominique Rieux, Champion Jack Dupree et François Méchali. Il a créé en tant que percussionniste Des Arbres de rencontre, œuvre électro-acoustique de Bruno d'Auzon.
Il a enregistré plusieurs disques :
- Ballads and Memories avec Jean Jacques Taïb, Alain Mayeras et Jean Luc Aramy.
- Easy avec Daniel Huck, Alain Mayeras et Gilles Naturel.
- Ça n'empêche pas les sentiments (musique du film).
- Tenderly avec Alain Mayeras et Gilles Naturel.
- Tribal Musette avec Les Primitifs du Futur et Jean Jacques Milteau.
- Il Scatte avec Monique Hutter et Daniel Huck.
- A French Songbook avec Alzy Trio.
- Patoon et le Black Label Swingtet.
- Now Or Never avec Sylvia Howard et le Black Label Swingtet.
- Édith Piaf Songbook avec le Jackson Quartet.
- Passionné par le Maroc, il a participé de 2001 à 2012 au festival de jazz de Tanger (Tanjazz) avec les Swing Messengers[6].

En 2005, il passe de la pratique à la théorie en écrivant Charlie Parker chez Acte Sud. En 2007, il publie une biographie de Miles Davis, et en 2010 un Benny Goodman, toujours chez le même éditeur. Son livre sur Oscar Peterson est paru chez Actes Sud à l'automne 2012 et sa Discothèque idéale du Jazz chez Actes Sud en janvier 2015. En octobre 2019 parait chez Actes Sud son livre sur Keith Jarrett. En octobre 2022 paraît John Coltrane chez Actes Sud.
Un moment conseiller pour les disques Vogue (il fait paraître une intégrale Sidney Bechet, une intégrale Django Reinhardt en solo et une anthologie de Jean Constantin), puis pour les vidéos jazz de TDK (il est à l'initiative de la parution en Europe de la première série Jazz Icons), il est désormais en charge depuis 2006 des coffrets jazz publiés par United Archives (Louis Armstrong, Charlie Parker, Sarah Vaughan, Miles Davis, Oscar Peterson, Duke Ellington, Dizzy Gillespie, George Shearing).
Il a rédigé les rubriques jazz du Dictionnaire Mozart et de Tout Bach (Bouquins Laffont).
Il chronique les disques de jazz chaque mois depuis 1998 dans Répertoire, puis Classica et Pianiste.
Jean-Pierre Jackson est membre depuis début 2011 de l'Académie du Jazz et en a démissionné en juin 2023.

## L'homme de cinéma
Au tout début des années 1980, il commence à distribuer les films de Russ Meyer en France, dans le circuit Utopia. En 1985, ayant quitté le Vaucluse, il retourne à Paris pour poursuivre la distribution de films. Il fait sortir, entre autres, les films de John Waters Female Trouble et Desperate Living, Looker de Michael Crichton, Vaudeville de Jean Marbœuf, Frère de sang (Basket Case) de Frank Henenlotter, Forbidden Zone de Richard Elfman, Hail Hail Rock and Roll de Taylord Hackford, Tête de Turc de Gunther Wallraf, L'Architecture du chaos dont il confie la voix off à Jeanne Moreau, Hollywood Graffiti, et de nombreuses reprises dont les classiques fantastiques de l'âge d'or Universal et les productions de Monty Berman. Il produit en 1988 le film de Gilles Cousin, Rouget Le Braconnier.
Il enseigne deux ans à l'Ecole Supérieure de Réalisation Audiovisuelle (ESRA), et assure la programmation pendant trois ans du Festival du Film Européen de La Baule. En 2000 il produit Dernières Nouvelles de l'Homme, spectacle sur des textes d'Alexandre Vialatte à la Condition des Soies d'Avignon.
Depuis 1991, passionné par le cinéma classique japonais, il organise des cycles de sorties commerciales en copies neuves. En 2000, la société ALIVE possède 110 films classiques japonais en catalogue, dont six films de Mikio Naruse qu'il contribue à faire redécouvrir. Il produit aussi des émissions télévisées pour Canal+ (plusieurs épisodes de la série L'Œil du Cyclone) et des films documentaires pour Arte. Petits rôles dans Grand Guignol, Corentin et Voir l'Eléphant de Jean Marbœuf, dans Le Pacte des Loups de Christophe Gans.
C'est en 1997 qu'il a réalisé son premier long métrage Ça n'empêche pas les sentiments avec Philippe Chevallier, Régis Laspalès, Cécile Bois, Sylvie Joly, Luis Rego, Albert Algoud et Jackie Berroyer,. Son second film, consacré à Raymond Chirat, l’historien du cinéma, Raymond Chirat, l'œil et la mémoire, est sorti en 2007. Il a écrit deux scénarios pour Christophe Gans (Tous coupables, Le cavalier suédois). Il a également produit et réalisé un documentaire sur Virginia Bell pour Ciné-Classics, et un sur Yasujiro Ozu (Ozu, éternel contemporain) pour le coffret DVD édité par Arte des films du réalisateur japonais.

## L'homme de lettres
Outre ses livres publiés chez Actes Sud, Jean-Pierre Jackson a écrit le livre de référence sur le sérial américain (La Suite au prochain épisode, éditions Yellow Now), Jayne Mansfield aux éditions Edilig, Kenji Mizoguchi (Les Contes de la lune vague après la pluie, éditions Nathan) et Russ Meyer (Russ Meyer ou Trente ans de cinéma érotique à Hollywood, éditions PAC, 1981). Après avoir tenu la rubrique "Quoi de neuf docteur ?" dans 7 à Paris puis Actua-Ciné, il a préfacé les deux volumes de François Forestier 101 Nanars chez Denoël, écrit des contributions pour La Cinémathèque Française (Typiquement British, 2000 - Jack Arnold, l'étrange créateur, 2000 - Edgar G. Ulmer, le bandit démasqué, 2002), et pour Les Cahiers du Cinéma (Cinéma, vidéo et amnésie, no 551, novembre 2000).
Il a traduit des philosophes comme Spinoza (L'Ethique), David Hume (Essais moraux, politiques et littéraires), John Locke (Essai concernant l'Entendement humain) et Arthur Schopenhauer (Parerga et Paralipomena et les deux tomes des Manuscrits inédits),.
Il est interviewé par Philippe Bilger sur son blog Justice au singulier (posté également sur Youtube).
Directeur des éditions Coda, il a édité (et, pour la plupart, annoté)  :
- Prosper Alfaric : Jésus a-t-il existé ? (Préface de Michel Onfray) -
- Frédéric Bastiat : Œuvres complètes (7 volumes) -
- Condorcet : Œuvres complètes (12 volumes) -
- Cicéron : Œuvres philosophiques (2 volumes)
- Ali Bey : Voyage au Maroc en 1803 -
- Louis Armstrong : Ma vie à La Nouvelle Orléans -
- Mustafa Kemal Atatürk : Mémoires -
- Adolphe Bossert : Schopenhauer, l'Homme et le Philosophe -
- Boulanger & D'Holbach : Recherches sur l’origine du despotisme oriental -
- Montaigne, Leibniz, Pierre Bayle, D'Herbelot, Moreri, L'Encyclopédie, Montesquieu, Voltaire, D'Holbach, Condorcet : Les Lumières et l'Islam -
- Boyer d'Argens : Philosophie du bon sens -
- Fredric Brown : Intégrale des nouvelles tome 1 -
- Fredric Brown : Intégrale des nouvelles tome 2 -
- Fredric Brown : Intégrale des nouvelles tome 3 -
- Augustin Challamel : Histoire de la Liberté en France -
- Challamel-Lacour : La Philosophie individualiste & autres textes -
- Peter Cheyney - Nouvelles policières volume 1 et 2
- Georges Clémenceau - Démosthène -
- Benjamin Constant : Discours à la Chambre des députés (2 volumes) -
- Hobbes : Traités politiques -
- D'Holbach : Œuvres complètes (5 volumes) -
- D'Holbach : Œuvres philosophiques 1773-1790 -
- D'Holbach : Le Système de la Nature -
- D'Holbach : Tableau des saints -
- D'Holbach : Le Christianisme dévoilé -
- D'Holbach : La Contagion sacrée -
- D'Holbach : La Théologie portative -
- D'Holbach : Histoire critique de Jésus-Christ -
- D'Holbach : Lettres à Eugénie -
- D'Holbach : Essai sur les préjugés -
- D'Holbach : Le bon sens -
- D'Holbach & Naigeon : Le Militaire philosophe -
- D'Holbach : L’Éthocratie -
- D'Holbach : La Politique naturelle -
- D'Holbach : Recueil contre la religion Tome 1 -
- D'Holbach : L’Antiquité dévoilé par ses usages ou Examen critique des principales opinions, cérémonies & institutions religieuses & politiques des différents peuples de la Terre -
- Julie-Victoire Daubié : L'émancipation de la femme -
- Charles Daunou : La puissance temporelle des papes -
- Maurice Dommanget : Le curé Meslier (préface de Marc Blondel) -
- Maurice Dommanget : Edouard Vaillant (préface de Mme Elisabeth Badinter) -
- Louis Gabrielle : Le Livre noir de la Commune -
- Albert Lévy, Victor Roudine, Robert L. Leclaire, Henri Lichtenberger, Ernest Armand, Henri Lasvignes : Écrits sur Max Stirner -
- Alexandre Dumas : Le Bal masqué & autres récits -
- Alexandre Dumas : Isabel de Bavière (roman) -
- Alexandre Dumas : Les Aventures de John Davys (roman) -
- Alexandre Dumas : Le Docteur mystérieux, suivi de La Fille du marquis (roman) -
- Émile Faguet : Le Culte de l’Incompétence & … l’Horreur des responsabilités -
- Émile Faguet : Le Libéralisme -
- Anatole France : Le Jardin d’Épicure -
- Anatole France : Vers les Temps meilleurs -
- Anatole France : Vie de Jeanne d'Arc -
- Nicolas Fréret : Lettres à Sophie -
- Alain Gerber : Fiesta in Blue (textes de jazz) -
- Baltasar Gracián : Traités (Le Héros-L'Homme universel-L'Homme de cour) -
- Charles Guignebert : Le Problème de Jésus -
- Helvétius : Réflexions sur l’homme & autres textes -
- Hérault de Sechelles : Œuvres complètes -
- William Hope Hodgson : Intégrale des nouvelles (4 volumes) -
- David Hume : Essais moraux, littéraires et politiques (préface de John Valdimir Price) -
- David Hume : Sa vie & écrits sur la religion -
- David Hume, Jean-Jacques Rousseau : Exposé succinct de la contestation qui s’est élevée entre M. Hume & M. Rousseau, avec les pièces justificatives, la lettre de Monsieur de Voltaire à ce sujet, et le Précis de Mme Latour de Franqueville. -
- La Boétie - Discours de la servitude volontaire (préface de Robert Ménard) -
- La Mettrie : Œuvres philosophiques complètes (préface de Michel Onfray)-
- La Mothe le Vayer : Petits traités ou Opuscules -
- F.-A. Lange : Histoire du Matérialisme (Préface de Michel Onfray) -
- Gaston Leroux : Un Homme dans la nuit (roman) -
- Philippe Lorin : Pères de Pub -
- Jean Lorrain : Œuvres romanesques complètes tomes 1, 2, 3, 4, 5, 6, 7, 8, 9, 10, 11, 12. -
- Jean Lorrain : Chroniques, tomes I et II -
- Lucien de Samosate : Œuvres complètes -
- Maurice Maeterlinck : Vie des insectes -
- Andrew Mango : Atatürk -
- Giovanni Paolo Manara : L’Espion dans les cours des princes chrétiens, ou Lettres et mémoires d’un envoyé secret de la Porte dans les cours de l’Europe ; où l’on voit les découvertes qu’il a faites dans toutes les cours où il s’est trouvé, avec une dissertation curieuse de leurs forces, politique et religion. Généralement connu sous le titre : L’Espion turc. -
- Sylvain Maréchal : Dictionnaire des Athées -
- Sylvain Maréchal : Pour et contre La Bible -
- Sylvain Maréchal : La Femme abbé - Pensées libres sur les prêtres - Projet d’une loi portant défense d’apprendre à lire aux femmes - Suivi de Madame Gacon-Dufour : Contre le projet de loi de Sylvain Maréchal -
- Jean Meslier, curé d’Étrépigny : Mémoire contre la religion -
- Jean Meslier : Notes contre Fénelon -
- Moncrif, Champfleury, Théodore de Banville, Baudelaire, Pierre Loti : Les Classiques du chat. -
- Morelly : Œuvres philosophiques -
- Oscar de Vallée : Les Manieurs d'argent -
- Georges Palante : Œuvres philosophiques (Préface de Michel Onfray), Chroniques complètes tome 1 (Mercure de France), Chroniques complètes tome 2 (Revue philosophique) -
- Prévost-Paradol : Essais politiques (Préface de Philippe Bilger) -
- Plutarque : Œuvres morales (5 volumes) -
- Humphrey Prideaux :  La Vie de Mahomet (1698)
- Saint Évremond : Œuvres philosophiques -
- Arthur Schopenhauer : Parerga & Paralipomena (édition intégrale) -
- Arthur Schopenhauer : Manuscrits inédits tome 1 (Préface de Roger-Pol Droit) -
- Arthur Schopenhauer : Manuscrits inédits tome 2 (Préface de Christophe Salaün) -
- Arthur Schopenhauer : Les deux problèmes fondamentaux de l'éthique -
- Spinoza : Éthique -
- Adam Smith : Essais philosophiques -
- Hippolyte Taine : Contre les Jacobins -
- Louis Mortimer Ternaux : Histoire de la Terreur. (Préface de Michel Onfray). 4 volumes.
- Louis Mortimer Ternaux : Les grandes journées de la Terreur -
- William Makepeace Thackeray : Histoire de Pendennis -
- Vauvenargues : Œuvres complètes (comprenant la correspondance) -
- Volney : Observations sur les Indiens d’Amérique du Nord / Les Ruines / La Loi naturelle -
- Voltaire : Textes sur l’Orient. L’Empire Ottoman & le monde arabe -
- Voltaire : Dictionnaire philosophique (4 volumes) -
- Edgar Wallace : La Chambre de Justice -
- Stanley Weinbaum : Une Odyssée martienne - Intégrale des nouvelles -
- Stanley Weinbaum : Le nouvel Adam (roman) -